# Grigorijs Panteļejevs
Grigorijs Panteļejevs (13 novembre 1972) è un ex hockeista su ghiaccio lettone.

## Carriera
Nel corso della sua carriera ha indossato, tra le altre, le maglie di Dinamo Riga (1990/91), Boston Bruins (1992/92, 1993/94, 1994/95), New York Islanders (1995/96), Utah Grizzlies (1995/96), Las Vegas Thunder (1995/96), San Antonio Dragons (1996-1998), Hannover Scorpions (1999/2000), Södertälje SK (2001/02), HK Riga 2000 (2001/02, 2002/03, 2003-2005), HC Bolzano (2005/06), EV Zoug (2005/06) e SG Pontebba (2006/07).
Con la nazionale lettone ha partecipato a due edizioni dei Giochi olimpici invernali (2002 e 2006) e a nove edizioni dei campionati mondiali.